# Eidsvoll 1814's 2019
Questa voce raccoglie le informazioni riguardanti gli Eidsvoll 1814's nelle competizioni ufficiali della stagione 2019.

## Eliteserien 2019

### Stagione regolare
| Eidsvoll 4 maggio 2019, ore 14:00 | Eidsvoll 1814's | 34 – 0 | Vålerenga Trolls | Bøn |

| Skjeberg 12 maggio 2019, ore 14:00 | Sarpsborg Olavs Menn | 23 – 28 | Eidsvoll 1814's | Skjeberg Sport |

| Eidsvoll 18 maggio 2019, ore 15:30 | Eidsvoll 1814's | 49 – 26 | Kristiansand Gladiators | Bøn |

| Eidsvoll 2 giugno 2019, ore 14:00 | Eidsvoll 1814's | 21 – 28 | Oslo Vikings | Bøn |

| Oslo 9 giugno 2019, ore 14:00 | Vålerenga Trolls | 18 – 23 | Eidsvoll 1814's | Frogner Stadion |

| Kristiansand 15 giugno 2019, ore 14:00 | Kristiansand Gladiators | 28 – 36 | Eidsvoll 1814's | Karuss |

### Playoff
| Eidsvoll 29 giugno 2019 | Eidsvoll 1814's | 68 – 13 | Kristiansand Gladiators | Bøn |

| Oslo 6 luglio 2019, ore 16:00 | Oslo Vikings | 26 – 6 | Eidsvoll 1814's | Frogner Stadion |

## Statistiche di squadra
| Competizione | %Vittorie | In casa | In casa | In casa | In casa | In casa | In casa | In trasferta | In trasferta | In trasferta | In trasferta | In trasferta | In trasferta | Totale | Totale | Totale | Totale | Totale | Totale |
| Competizione | %Vittorie | G       | V       | N       | P       | Pf      | Ps      | G            | V            | N            | P            | Pf           | Ps           | G      | V      | N      | P      | Pf     | Ps     |
| ------------ | --------- | ------- | ------- | ------- | ------- | ------- | ------- | ------------ | ------------ | ------------ | ------------ | ------------ | ------------ | ------ | ------ | ------ | ------ | ------ | ------ |
| Campionato   | .833      | 3       | 2       | 0       | 1       | 104     | 54      | 3            | 3            | 0            | 0            | 87           | 69           | 6      | 5      | 0      | 1      | 191    | 123    |
| Playoff      | .500      | 1       | 1       | 0       | 0       | 68      | 13      | 1            | 0            | 0            | 1            | 6            | 26           | 2      | 1      | 0      | 1      | 74     | 39     |
| Totale       | .750      | 4       | 3       | 0       | 1       | 172     | 67      | 4            | 3            | 0            | 1            | 93           | 95           | 8      | 6      | 0      | 2      | 265    | 162    |